# Günter Bartnicki
Günter Bartnicki (* 2. April 1932 in Berlin-Wilmersdorf) ist ein ehemaliger deutscher Fußballspieler. In den 1950er Jahren spielte er in der DDR-Oberliga, der höchsten Spielklasse im DDR-Fußball, für die BSG Einheit Ost Leipzig, den SC Empor Rostock und die BSG Lokomotive Standal.

## Sportliche Laufbahn
Seine Laufbahn in der DDR-Oberliga begann Günter Bartnicki in der Saison 1954/55 im Alter von 22 Jahren bei der Betriebssportgemeinschaft (BSG) Einheit Ost Leipzig. Zwischen dem 2. und 7. Spieltag wurde er in vier Begegnungen sowohl im Angriff als auch in der Verteidigung eingesetzt. Im November 1954 übernahm der neu gegründete SC Empor Rostock die Oberligamannschaft der BSG Empor Lauter. Da nicht alle Lauterer Spieler den Umzug mitmachten, wurde die Mannschaft durch andere Fußballer ergänzt, unter ihnen befand sich auch Günter Bartnicki, der als Stürmer am 14. November 1954 unter Empor-Trainer Oswald Pfau das erste Oberligaspiel für Rostock bestritt (SC Empor – Chemie Karl-Marx-Stadt 0:0). Erst kurz vor Spielbeginn, der Rest der Mannschaft war längst schon in der Kabine und bereit für das Premierenspiel, stieß Bartnicke zum Team. Im Weiteren kam er nur noch in zwei weiteren Oberligaspielen zum Einsatz für Rostock. Sein letzter datiert auf den 19. Dezember 1954, dem 13. Spieltag der Oberliga-Saison 1954/55, beim Auswärtsspiel gegen die BSG Motor Zwickau (1:2). Eine Woche zuvor erhielt er ab der 71. Spielminute als Einwechslung für Herbert Zwahr während der Partie gegen Empor Wurzen (4:1) auch einen Einsatz im FDGB-Pokal 1954/55. Somit hatte er am ersten Pflichtspielsieg des neuen Clubs aus dem Bezirk Rostock überhaupt seinen 21-minütigen Anteil.
Erst zur Saison 1956 (umgestellt auf Kalenderjahr-Rhythmus) tauchte Bartnicki wieder in der Oberliga auf, nun für die BSG Lokomotive Stendal spielend. Trainer Gerhard Gläser ließ ihn in 22 der 26 Oberligaspiele durchgehend als Verteidiger auflaufend. Dies war zunächst auch in der Spielzeit 1957 der Fall, erst als Stürmer Kurt Weißenfels nach dem 9. Spieltag ausfiel, übernahm Bartnicki dessen Position, die er nach vier Einsätzen jedoch an Siegfried Tröger abgegeben musste. Nach dem 15. Spieltag kam Bartnicki, der bis dahin 36 Punktspiele für Stendal bestritten hatte, nicht mehr in der Oberliga zum Einsatz. Zur Saison 1959 erschien er als Spieler des Oberliga-Absteigers BSG Rotation Babelsberg. Dort war Bartnicki bis zum Ende der Saison 1960 in der zweitklassigen DDR-Liga aktiv. Von den in dieser Zeit ausgetragenen 52 Punktspielen absolvierte er 29 Begegnungen, danach war der 28-Jährige nicht mehr im höherklassigen DDR-Fußball vertreten.